# Samuele Montagna
Samuele Montagna (Cuneo, 8 giugno 1989) è un pallavolista italiano.
Gioca nel ruolo di libero nel Volley Parella Torino.

## Carriera
Cresciuto nelle giovanili del Piemonte Volley, precisamente nella società satellite con sede a Busca, viene ceduto in prestito nella stagione 2009-10 alla Prisma Volley di Taranto. Nella società pugliese fa il suo esordio in Serie A1 il 21 ottobre 2009 a Trento. L'anno successivo fa ritorno al Piemonte Volley; chiuso dal libero francese Hubert Henno non trova molto spazio in campionato. Pur senza scendere in campo conquista due trofei: la Coppa Italia e la Supercoppa italiana.
Terminata l'esperienza a Cuneo il libero sceglie la Serie B2, accasandosi prima al Volley Fossano e poi al Volley Ball Club Mondovì. Dalla stagione 2014-15 gioca in B1 nel Volley Parella Torino.

## Palmarès
Coppa Italia: 1
2010-11
 Supercoppa italiana: 1
2011